# Wieczfnia Kościelna (gmina)
Wieczfnia Kościelna (do 1954 gmina Mława) – gmina wiejska w Polsce położona w województwie mazowieckim, w powiecie mławskim. W latach 1975–1998 gmina administracyjnie należała do województwa ciechanowskiego.
Siedziba gminy to Wieczfnia Kościelna. 
Według danych z 30 czerwca 2004 gminę zamieszkiwało 4188 osób.

## Struktura powierzchni
Według danych z roku 2002 gmina Wieczfnia Kościelna ma obszar 119,81 km², w tym:
- użytki rolne: 79%
- użytki leśne: 15%

Gmina stanowi 10,23% powierzchni powiatu.

## Demografia

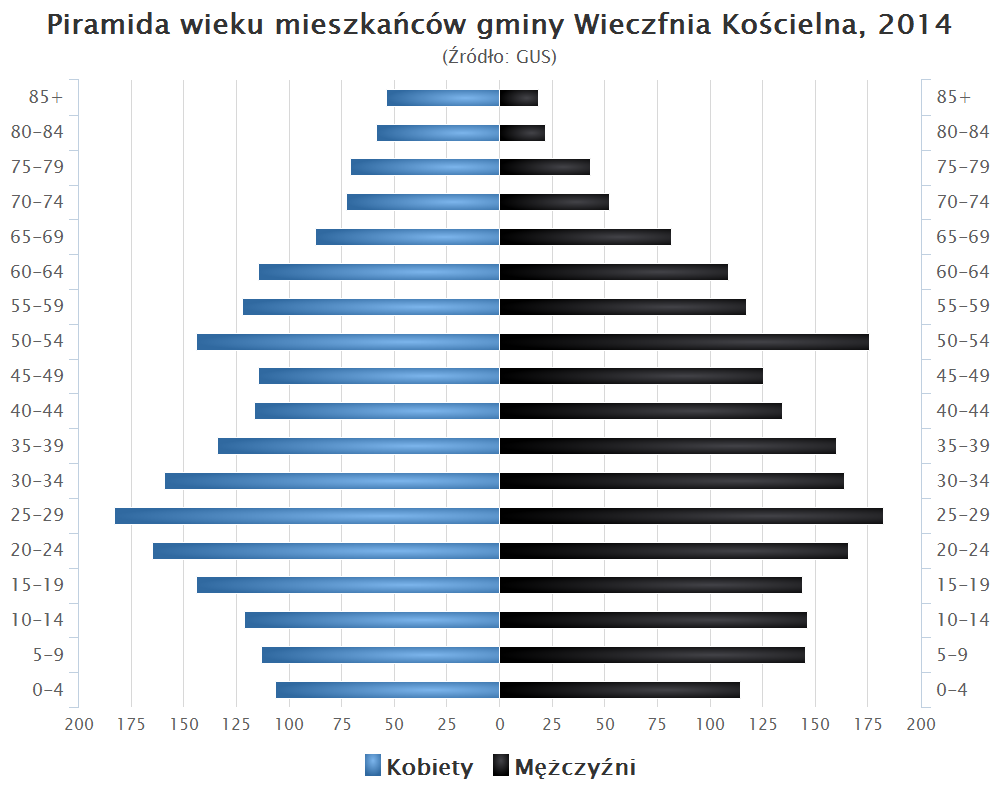
Piramida wieku mieszkańców gminy Wieczfnia Kościelna w 2014 roku

Dane z 30 czerwca 2004:
| Opis                              | Ogółem | Ogółem | Kobiety | Kobiety | Mężczyźni | Mężczyźni |
| --------------------------------- | ------ | ------ | ------- | ------- | --------- | --------- |
| jednostka                         | osób   | %      | osób    | %       | osób      | %         |
| populacja                         | 4188   | 100    | 2069    | 49,4    | 2119      | 50,6      |
| gęstość zaludnienia (mieszk./km²) | 35     | 35     | 17,3    | 17,3    | 17,7      | 17,7      |

## Sołectwa
Bąki, Bonisław, Chmielewko, Chmielewo Wielkie, Długokąty, Grzebsk, Grzybowo, Grzybowo-Kapuśnik, Kobiałki, Kuklin, Kulany, Łęg, Michalinowo, Uniszki-Cegielnia, Uniszki Gumowskie, Uniszki Zawadzkie, Pepłowo, Pogorzel, Wieczfnia Kościelna, Wieczfnia-Kolonia, Wąsosze, Windyki, Załęże, Zakrzewo Wielkie.
Miejscowość podstawowa bez statusu sołectwa: Turowo.

## Sąsiednie gminy
Dzierzgowo, Iłowo-Osada, Janowiec Kościelny, Mława, Szydłowo